# غالينا نوفوزيلوفا
غالينا نوفوزيلوفا (بالروسية: Галина Григорьевна Новожилова، 28 نوفمبر 1922 - 19 مايو 2021) كانت ممثلة سوفيتية وروسية، وممثلة صوت ومقدمة برامج إذاعية. كممثلة صوتية اشتهرت من بين آخرين بالأداء الصوتي لأفلام الرسوم المتحركة: الحصان الأحدب، الإثني عشر شهرًا، وكنت أنا من رسم الرجل الصغير. أصبحت فنانة مشرفة في جمهورية روسيا الاتحادية الاشتراكية السوفيتية وحصلت على وسام الاستحقاق للوطن من الدرجة الثانية.
توفيت نوفوزيلوفا في 19 مايو 2021 عن عمر يناهز 98 عامًا.